# 霍克顿圣约翰堂
霍克顿圣施洗约翰堂（Church of St John the Baptist, Hoxton）是一个圣公会牧区，位于伦敦哈克尼区霍克顿。 
霍克顿圣施洗约翰堂是一座滑铁卢教堂，1826年建成，新古典主义风格，设计者为弗朗西斯·爱德华兹。其长廊的装饰很醒目，尤其是彩绘天花板。